# Анс
Анс (на френски: Ans) е селище в Югоизточна Белгия, окръг Лиеж на провинция Лиеж. Населението му е около 27 300 души (2006).